# Leucania carbo
Leucania carbo là một loài bướm đêm trong họ Noctuidae.